# Maren, Esbo

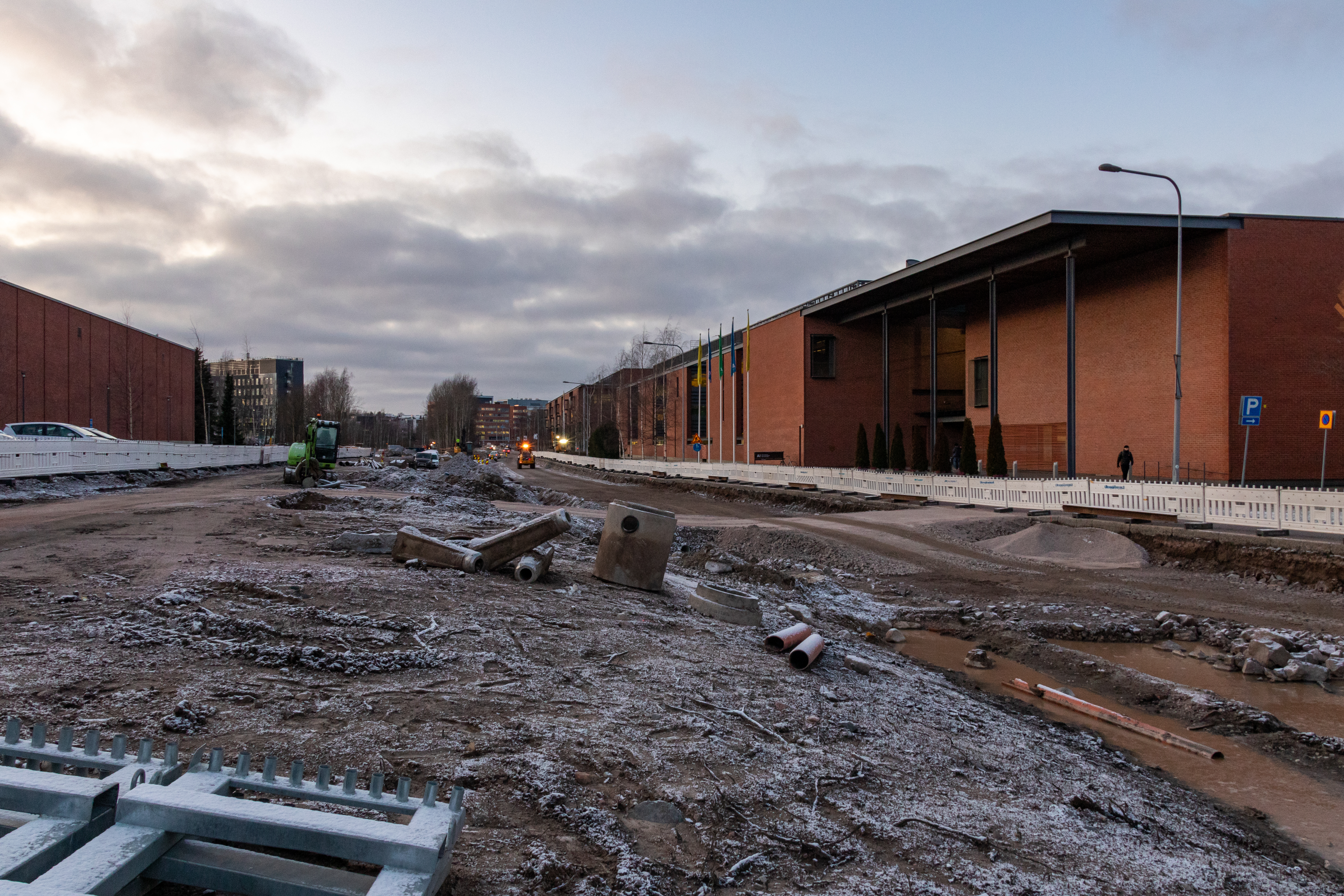
Spårjokern under byggnad på Marvägen år 2019

Maren (finska: Maari) är ett delområde i stadsdelen Otnäs i storområdet Stor-Hagalund i Esbo i Finland.
I Maren finns huvudsakligen kontors- och institutionsbyggnader. I planerna för att förtäta Maren ingår dock också bostadshöghus.
Maren är en av hållplatserna på spårvagnslinje 15 (Spårjokern). 500 meter från hållplatsen Maren finns Marens fågeltorn i Natura 2000-området Bredvikens naturskyddsområde